# 汉斯·安东松
汉斯·安东松（瑞典語：Hans Antonsson，1934年11月8日—），瑞典男子摔跤运动员。他曾代表瑞典参加1960年夏季奥林匹克运动会摔跤比赛，获得男子自由式中量级铜牌。